# 円隆寺 (舞鶴市)
円隆寺（えんりゅうじ）は、京都府舞鶴市引土72にある真言宗御室派の寺院。西舞鶴市街地を見下ろす愛宕山の山すそにある。山号は慈恵山（じけいさん）。

## 歴史
寺に伝わる『慈恵山記』によれば、長徳年中（995 - 999年）、皇慶の開創という。
最盛期には院坊70を数えたが、文治4年（1595年）の山崩れで堂宇を失った。江戸時代に入り、田辺藩の藩主であった牧野家の保護を受けて栄えたが、万治2年（1659年）と享保17年（1732年）に火災に遭い、現存する建物はその後の再建である。
享保17年（1732年）の大火で、建物をすべて類焼したが、主な仏像などは信者が運び出し無事だったといわれている。そのため、「丹後大仏」といわる阿弥陀如来坐像など、多数の平安時代、鎌倉時代の仏像が今も残っている。

## 境内
現在の本堂や多宝塔、総門などは、18世紀末までに再建されたもの。地元の大工・林田伝之丞房章などの手によるもので、多宝塔の亀腹を瓦葺にするなど独創的な建築として価値が高いといわれている。
総門は三つ棟造りであり、脇間の前後に四天王像を安置する珍しいもの。なお、境内から愛宕山山頂へ散策することができる。

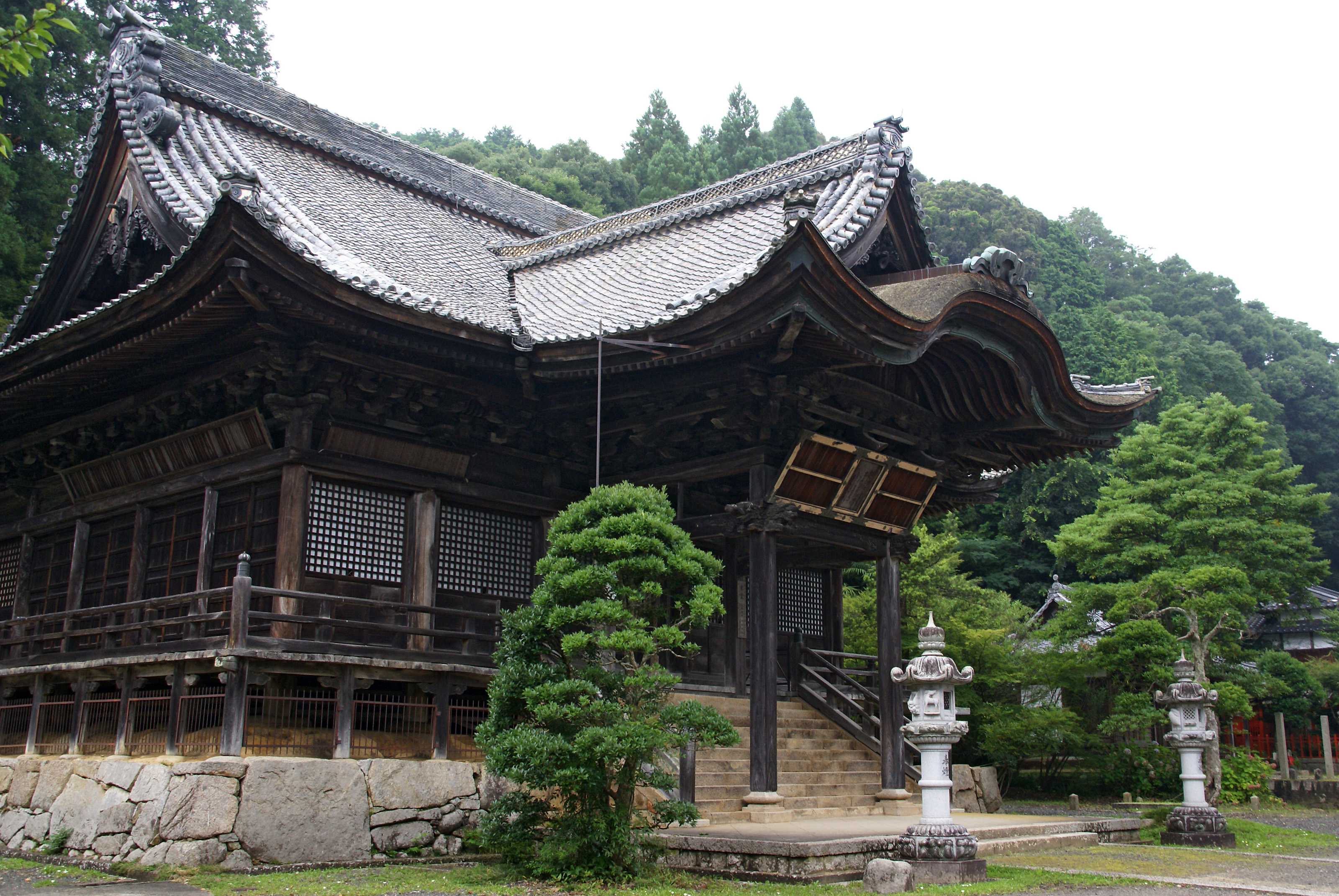
本堂
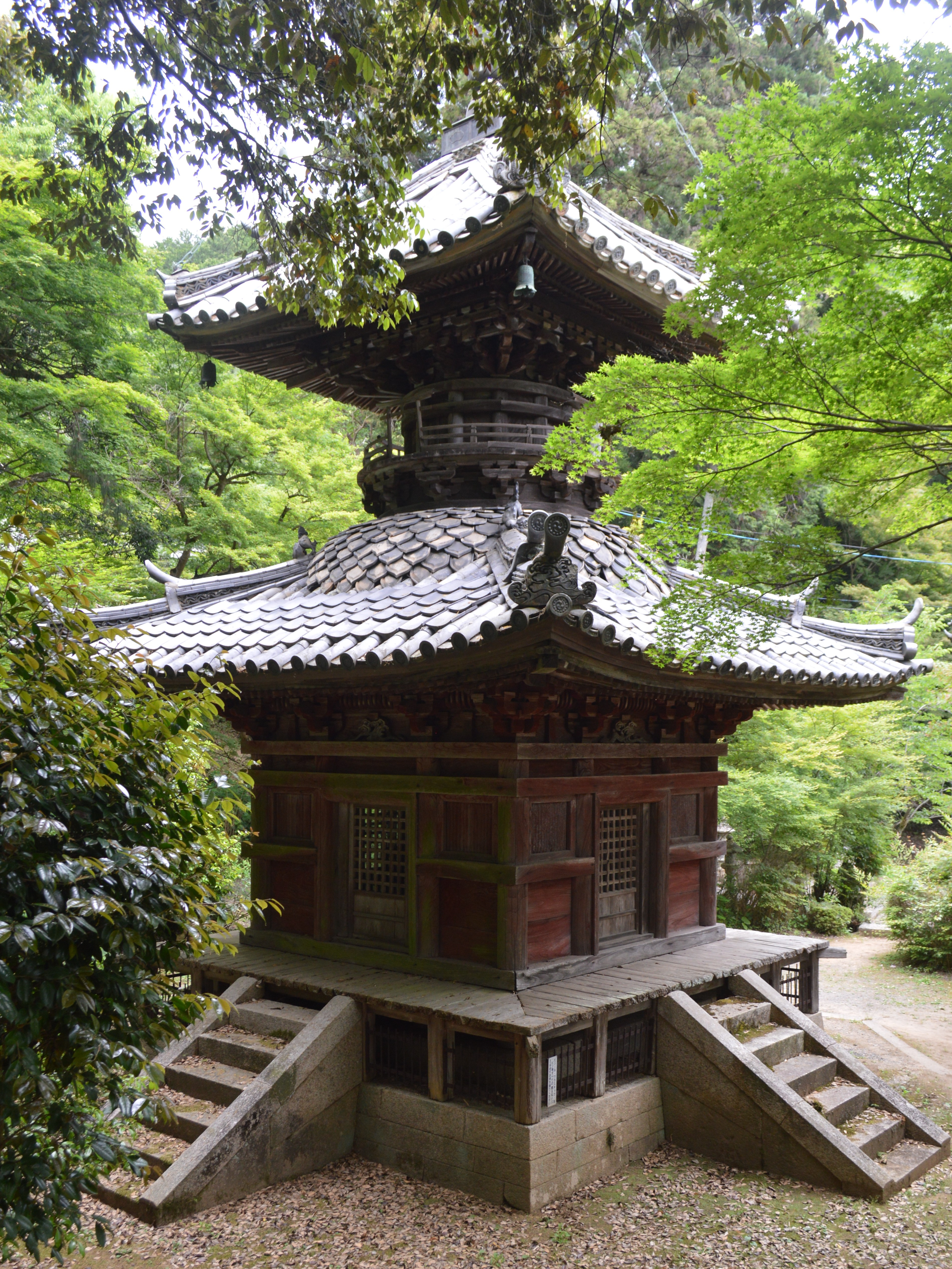
多宝塔
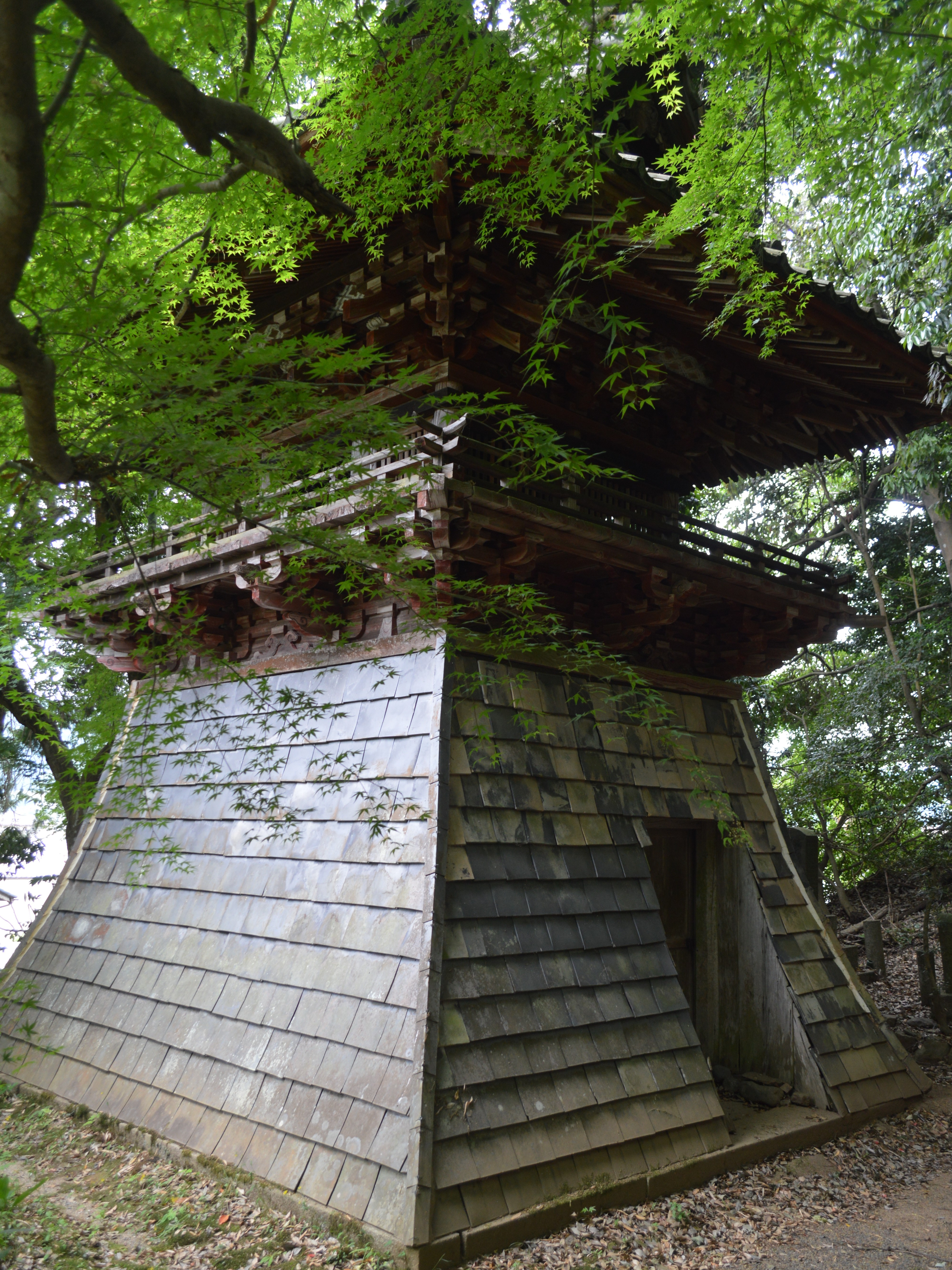
鐘楼
- 鎮守堂
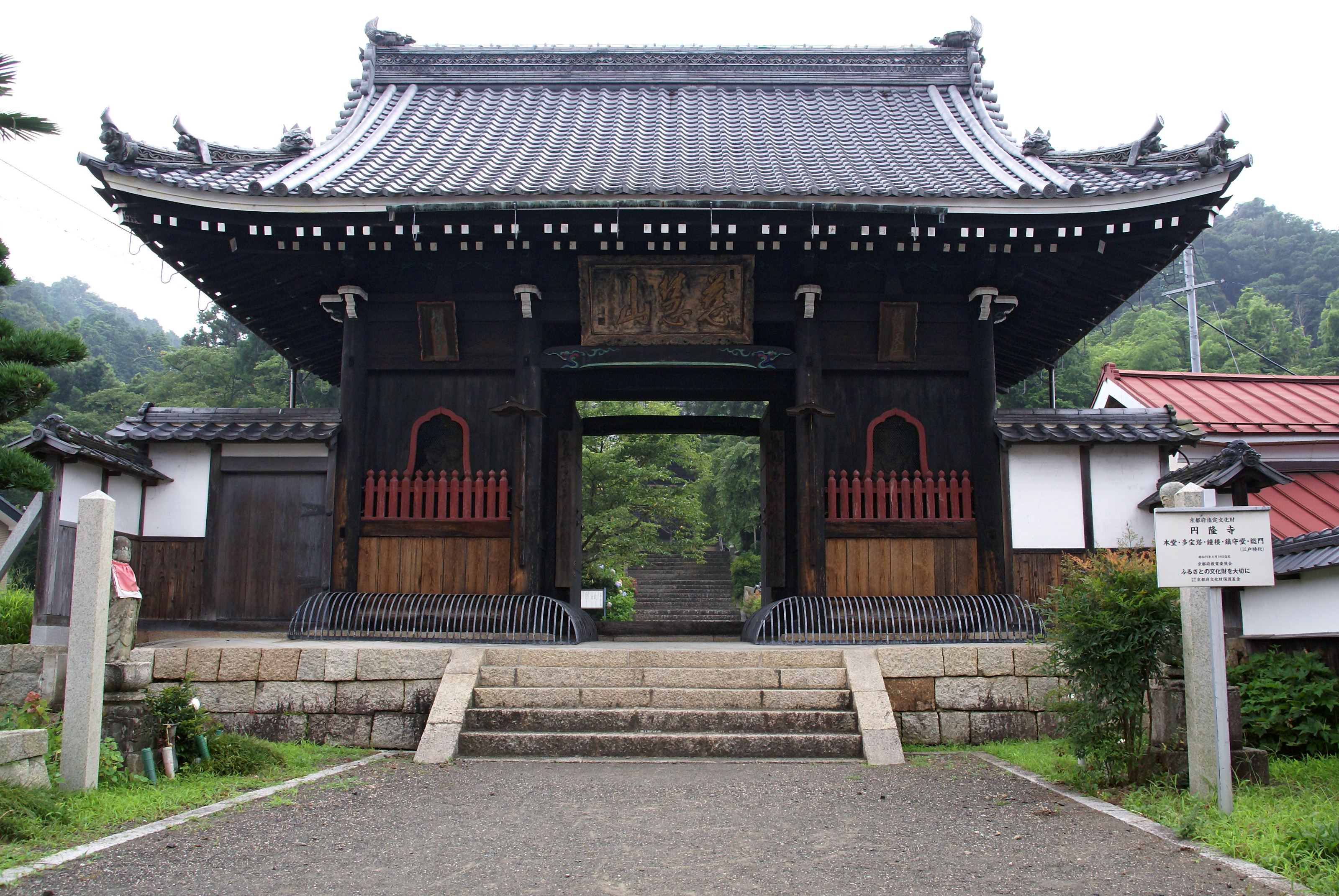
総門
- 方丈 - 江戸時代中期再建。
- 庫裏 - 江戸時代中期再建。
- 護摩堂 - 江戸時代中期再建。
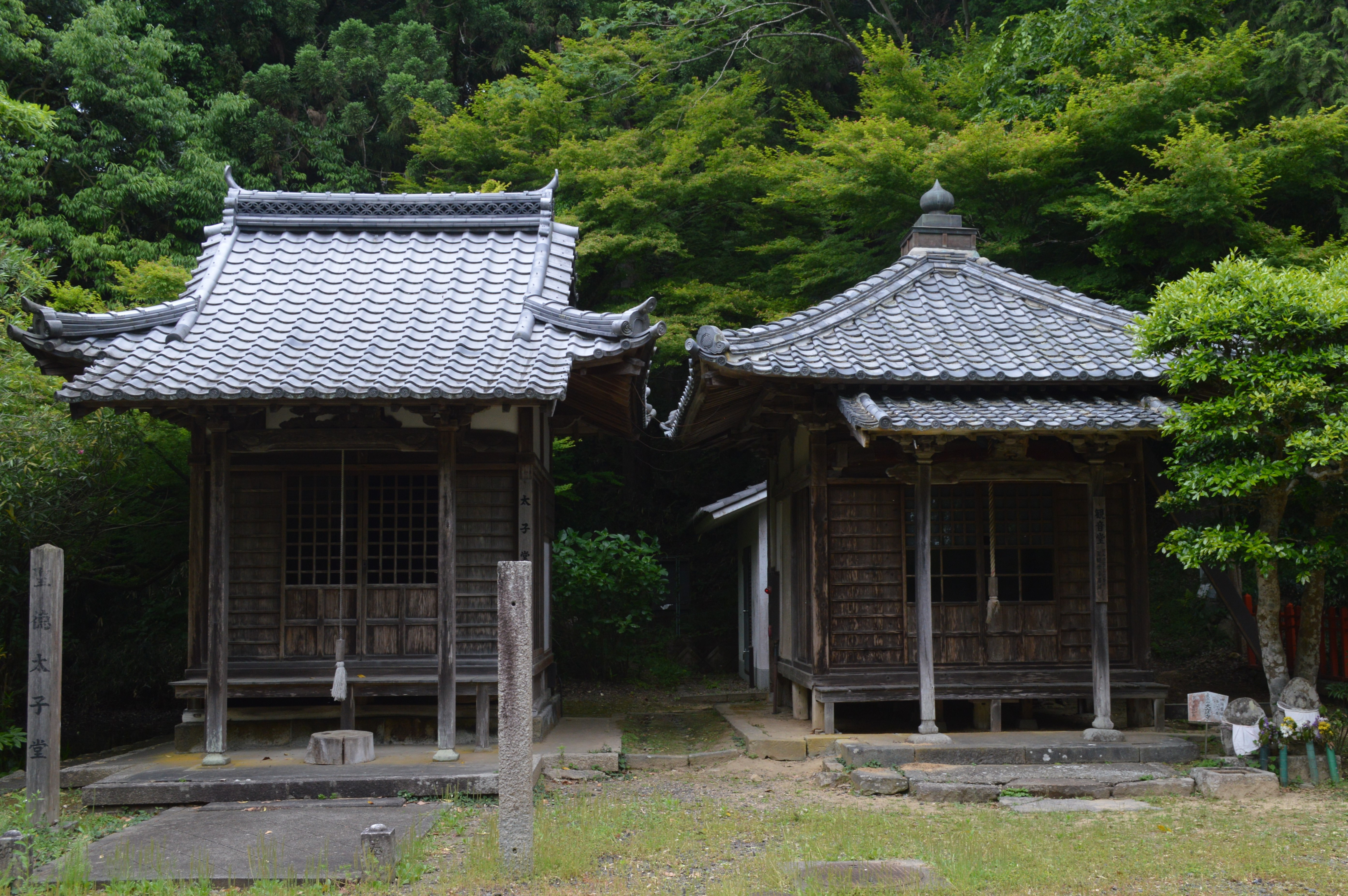
聖徳太子堂
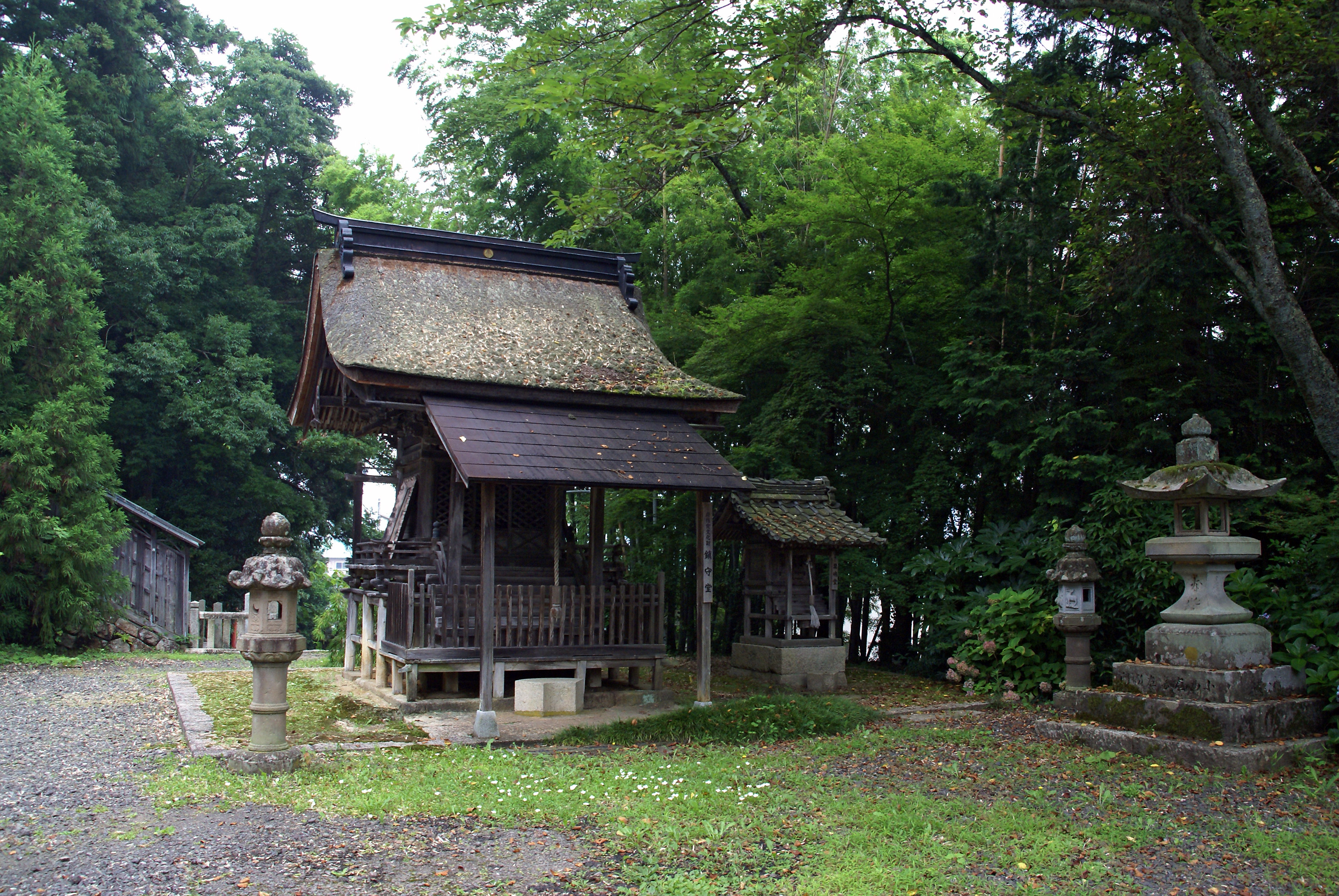
観音堂

- 本堂
- 多宝塔
- 鐘楼
- 総門
- 聖徳太子堂と観音堂
- 鎮守堂

## 文化財

### 重要文化財（国指定）
- 木造阿弥陀如来坐像・薬師如来坐像・釈迦如来坐像 3躯 平安時代 1926年4月19日指定[2]
- 木造不動明王立像・毘沙門天立像 2躯 1926年4月19日指定[2]

### 京都府指定有形文化財
本堂・多宝塔・鐘楼・鎮守堂・総門の5棟の建造物は、棟札から建立年代が明らかである。5棟とも1984年（昭和59年）4月14日指定
- 本堂

天明6年（1786年）建立。桁行5間、梁行5間。入母屋造。
- 多宝塔

宝暦元年（1751年）建立。三間多宝塔、本瓦葺。
- 鐘楼

宝暦10年（1760年）建立。桁行3間、梁行2間。袴腰付。入母屋造、桟瓦葺。
- 鎮守堂

元文2年（1737年）建立。一間社流造、檜皮葺。
- 総門

宝暦3年（1753年）建立。三間一戸八脚門、入母屋造、桟瓦葺。

## 基本情報
所在地
- 京都府舞鶴市引土72

交通アクセス
- JR舞鶴線・京都丹後鉄道宮舞線西舞鶴駅から徒歩10分

## 周辺
- 朝代神社
- 本行寺
- 桂林寺
- 瑞光寺